# Un lion dans les rues
Pour plus de détails, voir Fiche technique et Distribution.
Un lion dans les rues (A Lion Is in the Streets) est un film américain réalisé par Raoul Walsh, sorti en 1953.

## Synopsis
Dans une petite ville du Sud, Hank Martin, un colporteur autodidacte, a le coup de foudre quand il rencontre Verity Wade, la nouvelle institutrice. Il la convainc bientôt de l'épouser et ils s'installent sur le domaine de Jules Bolduc, un riche avocat ami de Hank. Lors d'un dîner chez Jules, Hank rencontre Robert J. Castleberry, qu'il accuse de tricher sur le poids acheté aux producteurs de coton. Plus tard, Hank organise les producteurs de coton et prouve que les employés de Castleberry ont eu recours à de faux poids. Cependant, quand un employé de Castleberry sort une arme, Jeb Brown, l'un des amis de Hank, le tue en légitime défense et est arrêté. Hank rencontre par hasard Guy Polli, un gangster, qui remarque les ambitions politiques de Hank. Le jour du procès de Jeb, l'un des employés de Castleberry, Beach, fait tirer sur Jeb à travers la fenêtre de la prison. Au lieu d'annuler le procès, Hank convainc Jeb, mourant, d'aller à l'audience. Jeb meurt pendant le procès, mais Hank utilise cette tribune pour faire connaître les faits. La publicité qui en résulte pousse Hank à se présenter comme candidat au poste de gouverneur, alors que Castleberry est ruiné et obligé de vendre à Guy, qui reste dans l'ombre. Le gangster propose un marché à Hank pour que certains bureaux de vote lui soient acquis à condition qu'il donne un alibi à Beach, et Hank accepte. Le jour du scrutin, Snowden, le gouverneur sortant, et Hank se retrouvent avec le même nombre de comtés, et c'est à l'assemblée de l'État de désigner le vainqueur. Dans une émission de radio, Hank exhorte ses partisans à se rendre au Capitole de l'État avec des fusils pour les forcer à se conformer à la volonté du peuple. Consternée, Verity demande l'aide de Jules. Jules annonce alors que Beach a été arrêté le matin même pour le meurtre de Jeb, mais qu'il est sorti libre grâce à l'alibi fourni par Hank. Jennie, la veuve de Jeb, tire alors sur Hank...

## Fiche technique
- Titre original : A Lion Is in the Streets
- Titre français : Un lion dans les rues
- Titre belge : L'Homme à abattre
- Réalisation : Raoul Walsh
- Scénario : Luther Davis, d'après le roman A Lion Is in the Streets d'Adria Locke Langley
- Direction artistique : Wiard Ihnen
- Décors de plateau : Fred M. MacLean
- Costumes : Kay Nelson
- Montage : George Amy, Walter Hannemann, Robert Seiter
- Musique : Franz Waxman
- Production : William Cagney
- Société de production : William Cagney Productions
- Société de distribution : Warner Bros. Pictures
- Pays d'origine :  États-Unis
- Langue originale : anglais
- Format : Couleur (Technicolor) — 35 mm — 1,37:1 - Son Mono (Western Electric Recording)
- Genre : Drame
- Durée : 88 minutes
- Dates de sortie : 
  - États-Unis : 23 septembre 1953
  - France : septembre 1987

## Distribution
- James Cagney : Hank Martin
- Barbara Hale : Verity Wade Martin
- Anne Francis : Flamingo McManamee
- Warner Anderson : Jules Bolduc
- John McIntire : Jeb Brown
- Jeanne Cagney : Jennie Brown
- Lon Chaney, Jr. : Spurge McManamee
- Frank McHugh : Frank Rector
- Larry Keating : Robert L. Castleberry IV
- Onslow Stevens : Guy Polli
- James Millican : Samuel T. Beach
- Mickey Simpson : Tim Beck
- Sara Haden : Lula May McManamee
- Ellen Corby : une femme chantant

Acteurs non crédités :
- James Griffith : un employé du maire
- Sam McDaniel : Moses
- Roland Winters : le procureur